# Microsternus ulkei
Microsternus ulkei är en skalbaggsart som först beskrevs av George Robert Crotch 1873.  Microsternus ulkei ingår i släktet Microsternus och familjen trädsvampbaggar. Inga underarter finns listade i Catalogue of Life.